# 福格特兰地区罗森巴赫
福格特兰地区罗森巴赫（德語：Rosenbach/Vogtland），通称罗森巴赫，是德国萨克森州的市镇，隶属于福格特兰县。总面积为67.34平方千米，截至2023年12月31日总人口为3,982人。